# Lijst van voetbalinterlands Maleisië - Tadzjikistan
Deze lijst van voetbalinterlands is een overzicht van alle officiële voetbalinterlands tussen de nationale teams van Maleisië en Tadzjikistan. De landen hebben tot nu toe vier keer tegen elkaar gespeeld. De eerste ontmoeting, een vriendschappelijke wedstrijd, werd gespeeld in Doesjanbe op 8 augustus 2014. Het laatste duel, eveneens een vriendschappelijke wedstrijd, vond plaats op 17 oktober 2023 in Kuala Lumpur.

## Wedstrijden
| № | Plaats       | Datum             | Competitie        | Wedstrijd               | Uitslag |
| - | ------------ | ----------------- | ----------------- | ----------------------- | ------- |
| 1 | Doesjanbe    | 8 augustus 2014   | Vriendschappelijk | Tadzjikistan − Maleisië | 4 − 1   |
| 2 | Kuala Lumpur | 9 november 2019   | Vriendschappelijk | Maleisië − Tadzjikistan | 1 − 0   |
| 3 | Chiang Mai   | 25 september 2022 | Vriendschappelijk | Maleisië − Tadzjikistan | 0 − 0   |
| 4 | Kuala Lumpur | 17 oktober 2023   | Vriendschappelijk | Maleisië − Tadzjikistan | 0 − 2   |

## Samenvatting
| Competitie        | Totaal gespeeld | Winst Maleisië | Gelijk | Winst Tadzjikistan | Doelsaldo Maleisië – Tadzjikistan |
| ----------------- | --------------- | -------------- | ------ | ------------------ | --------------------------------- |
| Vriendschappelijk | 4               | 1              | 1      | 2                  | 2 − 6                             |
| Totaal            | 4               | 1              | 1      | 2                  | 2 − 6                             |

FAM · 
A-internationals · 
Maleisisch vrouwenelftal
Afghanistan ·
Algerije ·
Australië ·
Bahrein ·
Bangladesh ·
Bhutan ·
Bosnië en Herzegovina ·
Brazilië ·
Brunei ·
Cambodja ·
Canada ·
China ·
Engeland ·
Fiji ·
Filipijnen ·
Finland ·
Ghana ·
Hongkong ·
India ·
Indonesië ·
Irak ·
Iran ·
Israël ·
Jamaica ·
Japan ·
Jemen ·
Jordanië ·
Kenia ·
Kirgizië ·
Koeweit ·
Laos ·
Lesotho ·
Libanon ·
Liberia ·
Libië ·
Liechtenstein ·
Macau ·
Malediven ·
Marokko ·
Mongolië ·
Myanmar ·
Nepal ·
Nieuw-Zeeland ·
Noord-Korea ·
Oezbekistan ·
Oman ·
Oost-Timor ·
Pakistan ·
Palestina ·
Papoea-Nieuw-Guinea ·
Qatar ·
Saoedi-Arabië ·
Salomonseilanden ·
Senegal ·
Singapore ·
Sri Lanka ·
Syrië ·
Tadzjikistan ·
Taiwan ·
Thailand ·
Turkije ·
Turkmenistan ·
Uruguay ·
Verenigde Arabische Emiraten ·
Vietnam ·
Zuid-Korea ·
Zuid-Vietnam ·
Zweden
TFF · A-internationals · Tadzjieks vrouwenelftal
1994 – 1999 ·
2000 – 2009 ·
2010 – 2019 ·
2020 − 2029
Afghanistan ·
Australië ·
Azerbeidzjan ·
Bahrein ·
Bangladesh ·
Bhutan ·
Brunei ·
Cambodja ·
China ·
Estland ·
Filipijnen ·
Guam ·
Hongkong ·
India ·
Irak ·
Iran ·
Japan ·
Jemen ·
Jordanië ·
Kazachstan ·
Kirgizië ·
Koeweit ·
Libanon ·
Macau ·
Malediven ·
Maleisië ·
Mongolië ·
Myanmar ·
Nepal ·
Noord-Korea ·
Oeganda ·
Oezbekistan ·
Oman ·
Pakistan ·
Palestina ·
Qatar ·
Rusland ·
Saoedi-Arabië ·
Singapore ·
Sri Lanka ·
Syrië ·
Thailand ·
Trinidad en Tobago ·
Turkmenistan ·
Verenigde Arabische Emiraten ·
Vietnam ·
Wit-Rusland ·
Zuid-Korea